# Odd Bohlin Borgersen
Odd Bohlin Borgersen (* 10. dubna 1980 Drammen) je bývalý norský rychlobruslař.
V roce 1999 se poprvé představil na juniorském světovém šampionátu. V dalších letech startoval pouze v norských závodech, teprve v roce 2003 debutoval ve Světovém poháru. Na Mistrovství světa 2005 získal s norským týmem bronzovou medaili ve stíhacím závodě družstev, v individuálních startech byl pátý jak na trati 5000 m, tak na dvojnásobné distanci. Roku 2008 premiérově startoval na Mistrovství Evropy (19. místo). Aktivní závodní kariéru ukončil na začátku roku 2009, i když jeden závod absolvoval ještě v roce 2011. Od roku 2016 startuje ve veteránských závodech.